# Bruce Reihana

a Compétitions nationales et continentales officielles uniquement.

b Matchs officiels uniquement.
Dernière mise à jour le 17 avril 2014.
Bruce Trevor Reihana, connu comme Bruce Reihana, né le 6 avril 1976 à Thames d'une mère française, est un joueur de rugby à XV néo-zélandais qui a joué avec les All Blacks et aux clubs de Waikato Chiefs (Nouvelle-Zélande), Northampton Saints (Angleterre) et Union Bordeaux Bègles, en Top 14, au poste d'arrière.

## Carrière
Entre 1997 et 2002, Reihana a joué 58 matchs de super 12 et marqué 123 points avec les Waikato Chiefs. Il a effectué 81 matchs avec la province de Waikato, marquant 385 points. En 2002, il rejoint les Northampton Saints pour jouer en Europe, avant de rejoindre en 2011 le Top 14 et l'Union Bordeaux Bègles
Il fait ses débuts avec les Blacks le 18 novembre 2000 à l’occasion d’un match contre l'Équipe de France. Il a aussi effectué onze matchs avec les Māori de Nouvelle-Zélande.
Le 17 avril 2014, Bruce Reihana annonce sa retraite sportive à 38 ans. En 2015, il entre dans le staff technique de son dernier club, l'Union Bordeaux Bègles, chargé du suivi individuel physique et mental des joueurs. En 2017, il quitte l'UBB pour rejoindre Bristol en tant qu’entraîneur responsable des skills. De 2021 à 2023, il est entraîneur des skills (technique individuelle) du Montpellier Hérault rugby.

## Palmarès

### En club
- Vainqueur du Challenge européen en 2009
- Vainqueur de la Coupe anglo-galloise en 2010
- Médaille d'or aux jeux du Commonwealth en 1998 et 2002

### Distinctions personnelles
- Nuit du rugby 2022 : Meilleur staff d'entraîneur du Top 14 (avec Philippe Saint-André, Olivier Azam, Jean-Baptiste Élissalde et Alexandre Ruiz) pour la saison 2021-2022

## Statistiques en équipe nationale
- Nombre de tests avec les Blacks : 2
- Matchs avec les Blacks par année : 2 en 2000